# 홍콩 U-23 축구 국가대표팀
홍콩 U-23 축구 국가대표팀은 홍콩을 대표하는 23세 이하 축구 국가대표팀으로 현재까지 하계 올림픽과 AFC U-23 아시안컵 본선 출전 기록이 전무하다.

## 국제 대회 경력

### 아시안 게임
2002년 대회를 시작으로 6번의 아시안 게임에 모두 참가하여 이 가운데 2022년 대회에서 홍콩 축구 역사상 처음으로 아시안 게임 4강에 오르는 기적을 만들었고 이 과정에서 2002년 대회 챔피언 이란을 8강에서 꺾는 대이변을 일으키며 홍콩 축구 역사상 아시안 게임 역대 최고 성적을 달성했다.

### 동아시아 경기 대회
2005년 대회 첫 출전 이후 3회 연속 동아시아 경기 대회에 출전하여 이 중 홈에서 열린 2009년 대회에서 금메달을 획득하며 홍콩 축구 역사상 첫 국제 대회 우승의 기쁨을 맛보았다.

## 주요 대회 성적

### 올림픽
| 연도                                       | 결과      | 경기      | 승        | 무        | 패        | 득점      | 실점      |
| ------------------------------------------ | --------- | --------- | --------- | --------- | --------- | --------- | --------- |
| 모든 연령의 선수 참가에서 23세 이하로 변경 |           |           |           |           |           |           |           |
| 1992년                                     | 예선 탈락 | 예선 탈락 | 예선 탈락 | 예선 탈락 | 예선 탈락 | 예선 탈락 | 예선 탈락 |
| 1996년                                     | 예선 탈락 | 예선 탈락 | 예선 탈락 | 예선 탈락 | 예선 탈락 | 예선 탈락 | 예선 탈락 |
| 2000년                                     | 예선 탈락 | 예선 탈락 | 예선 탈락 | 예선 탈락 | 예선 탈락 | 예선 탈락 | 예선 탈락 |
| 2004년                                     | 예선 탈락 | 예선 탈락 | 예선 탈락 | 예선 탈락 | 예선 탈락 | 예선 탈락 | 예선 탈락 |
| 2008년                                     | 예선 탈락 | 예선 탈락 | 예선 탈락 | 예선 탈락 | 예선 탈락 | 예선 탈락 | 예선 탈락 |
| 2012년                                     | 예선 탈락 | 예선 탈락 | 예선 탈락 | 예선 탈락 | 예선 탈락 | 예선 탈락 | 예선 탈락 |
| 2016년                                     | 예선 탈락 | 예선 탈락 | 예선 탈락 | 예선 탈락 | 예선 탈락 | 예선 탈락 | 예선 탈락 |
| 합계                                       | 0/7       | 0         | 0         | 0         | 0         | 0         | 0         |

### 아시안게임
| 연도                                       | 결과     | 경기 | 승 | 무 | 패 | 득점 | 실점 |
| ------------------------------------------ | -------- | ---- | -- | -- | -- | ---- | ---- |
| 모든 연령의 선수 참가에서 23세 이하로 변경 |          |      |    |    |    |      |      |
| 2002년                                     | 조별예선 | 3    | 1  | 0  | 2  | 4    | 3    |
| 2006년                                     | 조별예선 | 3    | 1  | 1  | 1  | 3    | 3    |
| 2010년                                     | 16강     | 4    | 2  | 1  | 1  | 6    | 5    |
| 2014년                                     | 16강     | 4    | 2  | 1  | 1  | 5    | 6    |
| 2018년                                     | 16강     | 5    | 2  | 1  | 2  | 9    | 7    |
| 합계                                       | 5/5      | 14   | 6  | 3  | 5  | 18   | 17   |

### AFC U-23 아시안컵
| 연도   | 결과      | 경기      | 승        | 무        | 패        | 득점      | 실점      |
| ------ | --------- | --------- | --------- | --------- | --------- | --------- | --------- |
| 2013년 | 예선 탈락 | 예선 탈락 | 예선 탈락 | 예선 탈락 | 예선 탈락 | 예선 탈락 | 예선 탈락 |
| 2016년 | 예선 탈락 | 예선 탈락 | 예선 탈락 | 예선 탈락 | 예선 탈락 | 예선 탈락 | 예선 탈락 |
| 2018년 | 예선 탈락 | 예선 탈락 | 예선 탈락 | 예선 탈락 | 예선 탈락 | 예선 탈락 | 예선 탈락 |
| 2020년 | 예선 탈락 | 예선 탈락 | 예선 탈락 | 예선 탈락 | 예선 탈락 | 예선 탈락 | 예선 탈락 |
| 합계   | 0/4       | 0         | 0         | 0         | 0         | 0         | 0         |

- 참고: AFC U-23 아시안컵이 올림픽 축구 아시아 지역 예선 역할을 한다.

## 역대 감독
| 감독   | 임기        |
| ------ | ----------- |
| 김판곤 | 2009        |
| 김판곤 | 2012 ~ 2013 |

## 같이 보기
- 홍콩 축구 국가대표팀
- 홍콩